# Claudio Pablo Castricone
Claudio Pablo Castricone (* 16. April 1958 in Villa Constitución) ist ein argentinischer römisch-katholischer Geistlicher und Weihbischof in Orán.

## Leben
Claudio Pablo Castricone studierte Philosophie und Katholische Theologie am Priesterseminar des Erzbistums Rosario, für das er am 23. November 1984 das Sakrament der Priesterweihe empfing.
Neben Aufgaben in der Pfarr- und Krankenhausseelsorge war er erzbischöflicher Beauftragter für die Gefängnisseelsorge. Zeitweise war er als Dekan und Mitglied des Priesterrates im Bistum Formosa tätig. Vor der Ernennung zum Weihbischof war er zuletzt Pfarrer der Pfarrei Nuestra Señora de Fatima und gehörte dem Konsultorenkollegium sowie dem Leitungsgremium des Erzbistums Rosario für die Katechese an. Außerdem war er Dekan und erzbischöflicher Beauftragter für die Vorstadtseelsorge in den barrios populares.
Papst Franziskus ernannte ihn am 9. März 2023 zum Titularbischof von Castra Nova und zum Weihbischof in Orán. Der Bischof von Orán, Luis Antonio Scozzina OFM, spendete ihm am 26. Mai desselben Jahres in der Kathedrale San Ramón Nonato die Bischofsweihe. Mitkonsekratoren waren der Erzbischof von Rosario, Eduardo Eliseo Martín, der Bischof von Formosa, José Vicente Conejero Gallego, und der emeritierte Bischof von Concepción, Armando José María Rossi OP.